# Волжанин ВЭТА
Волжанин ВЭТА, ВЭТА-6272 — это троллейбус созданный в 2010 году на волгоградском заводе по ремонту трамваев и троллейбусов «ВЭТА» при участии инженеров МУП «Метроэлектротранс». При этом цельный металлический кузов был изготовлен на заводе «Волжанин» в городе Волжский.
Особенностями этой модели являются полностью новое экономичное оборудование (например, двигатель и система управления произведены в Чехии), которое позволит экономить до 30 % электроэнергии, а также предельно низкий пол, который так необходим при посадке в троллейбус инвалидов и людей с ограниченными возможностями.
Показ этой модели с участием главы администрации города произошёл 27 февраля 2010 года в Волгограде на троллейбусной остановке «Больничный комплекс».
Сертификат на производство этой модели получен в Москве в ЗАО «НИИ городского электротранспорта», где отметили высокое качество новой модели.
В 2017 году троллейбус был списан.